# Teodor Gocz

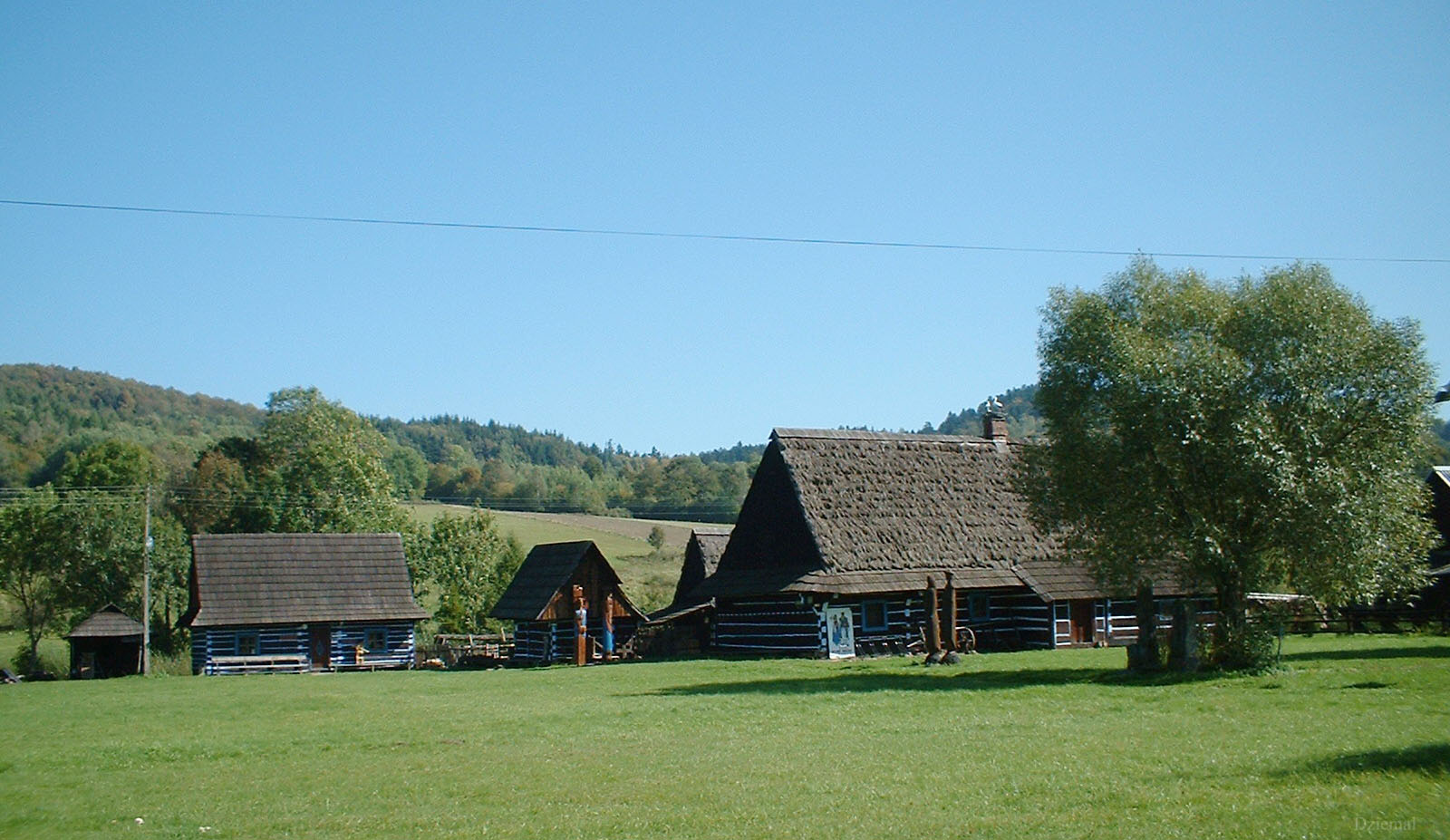
Skansen Kultury Łemkowskiej w Zyndranowej

Teodor (Fedor) Gocz (ur. 28 czerwca 1929 w Zyndranowej, zm. 5 czerwca 2018) – łemkowski działacz kulturalny, twórca Skansenu Kultury Łemkowskiej w Zyndranowej.

## Życiorys
Był synem Mikołaja (Nykołaja) i Anny Goczów. W 1930 roku ojciec wyjechał do Kanady. Wyjazd Teodora wraz z matką pokrzyżował wybuch II wojny światowej. Po jej zakończeniu, w październiku 1945 roku jemu i jego rodzinie udało się uniknąć wysiedlania z Zyndranowej  na Sowiecką Ukrainę. W czerwcu 1947 roku Teodor Gocz został w Tylawie aresztowany i dotkliwie pobity za rzekome posiadanie broni i amunicji oraz sprzyjanie UPA. W dniu 13 czerwca 1947 roku został skazany na karę 8 lat więzienia, z którego został zwolniony w październiku 1951 roku. W latach 1951–54 odbył służbę wojskową w 13 Batalionie Górniczym w Wałbrzychu. Po zakończeniu służby powrócił do Zyndranowej, gdzie podjął pracę sprzedawcy w sklepie. Wraz pradziadkiem Teodorem Kukiełą rozpoczął działania związane ze wskrzeszaniem kultury łemkowskiej. W ramach spółdzielni rolniczej „Solidarność” stworzono zespół artystyczny i wystawiono spektakl „Łemkowskie wesele”. Gocz podjął również działania związane z próbą ratowania niszczejącej cerkwi z 1899 roku, które zostały zablokowane decyzjami władz.
Po śmierci Teodora Kukieły w 1955 roku wyjechał do Lubina, gdzie pracował w zakładzie krawieckim wojsk radzieckich. Wraz z innymi Łemkami zorganizował tam grupę teatralną. W 1956 roku z chwilą powstania Ukraińskiego Towarzystwa Społeczno-Kulturalnego zapisał się na kurs dla działaczy kulturalno-oświatowych. Po jego zakończeniu powrócił w rodzinne strony, gdzie zaczął organizować koła UTSK oraz prowadzić działalność kulturalną. Zainicjował również akcję zbierania podpisów, by dzieci mogły się uczyć języka ukraińskiego w szkole. Za tę działalność został w 1958 roku aresztowany i skazany na trzy lata pozbawienia wolności (oficjalnie został oskarżony o "wybryki chuligańskie").
W latach 60. XX wieku pracował w Rzeszowie jako instruktor zespołów łemkowskich w całym województwie rzeszowskim. W 1963 roku zawarł związek małżeński z Marią Buriak, z którego miał dwóch synów: Bogdana i Romana. Brał udział w życiu kulturalnym Łemków, związał się również z Zespołem Pieśni i Tańca „Łemkowyna”, w którym występował przez dwadzieścia lat. W 1968 roku na terenie chaty pradziadka stworzył Izbę Pamięci Kultury Łemkowskiej, w której zaczął gromadzić eksponaty związane z historią i kulturą Łemków a także pamiątki z bitwy dukielskiej 1944 roku. Izba była zaczątkiem obecnego Skansenu Kultury Łemkowskiej w Zyndranowej. W 1975 roku staraniem lokalnej społeczności na posesji Teodora Gocza postawiono pomnik upamiętniający uczestników bitwy, z napisem po ukraińsku. Pomnik został decyzją władz wysadzony w 1976 roku, samego zaś Gocza spotkały za jego wystawienie represje finansowe.
W latach 70. XX wieku aktywnie wspierał ideę budowy w Zyndranowej świątyni prawosławnej. Starania te zaowocowały wybudowaniem w latach 1983-1985 cerkwi św. Mikołaja - pierwszej cerkwi zbudowanej na Łemkowszczyźnie po II wojnie światowej. Był również organizatorem licznych łemkowskich festiwali oraz imprez kulturalnych, m.in. święta kultury "Od Rusal do Jana". W 1999 roku opublikował swoje wspomnienia pt. „Życie Łemka (Жытя Лемка)”. W 2001 roku został nagrodzony przez Polcul Foundation za „pracę na rzecz kultury łemkowskiej w Zyndranowej”.